# 昌化郡 (山西)
昌化郡，中国唐朝时设置的郡。
唐玄宗天宝元年（742年），改石州置昌化郡，以北朝昌化县为名。治所在离石县（今山西省吕梁市离石区）。下辖离石县、平夷县（今山西省中阳县）、定胡县（今山西省柳林县孟门乡）、临泉县（今山西省临县石白头乡）、方山县（今山西省方山县圪洞镇）。唐肃宗乾元元年（758年）复改为石州。